# Naturschutzgebiet Bicentenario
Parque del Bicentenario ist ein Naturschutzgebiet, das die Gemeinde Antiguo Cuscatlán und die Stadtverwaltung San Salvador in El Salvador gemeinsam unterhalten. Zu diesem Naturschutzgebiet gehört auch der Parque Cuscatlán.
Es ist Teil der Reserva Forestal El Espino und wurde am 5. November 2011, dem Tag der Feier des zweihundertjährigen Jubiläum zum Bicentenario del Primer Movimiento Independentista de Centroamérica eingeweiht. Er hat eine Fläche von 91 Hektar und wird als grüne Lunge bezeichnet. Der Park bietet neben dem ökologische Fundament des erhaltenswerten Baumbestandes und Grünflächen eine Erholungszone für die Stadtbevölkerung. Das Naturschutzgebiet ist nur für Fußgänger und Radfahrer freigegeben und enthält neben einem kleinen Zoo und Voliere auch Kinderspielplätze. 